# からくさホテルズ
株式会社からくさホテルズ は、東京都港区に本社を置く、ザイマックス100%子会社のホテル事業者である。旧商号はアビリタスホスピタリティ株式会社。

## 概要
2003年（平成15年）にゴールドマン・サックスグループが保有するホテルの運営支援を目的として設立された。
2012年（平成24年）にザイマックスにより買収され、ザイマックスはホテル運営ノウハウを吸収し、2016年（平成28年）に観光客向け宿泊特化型ホテル「からくさホテル」事業を開始した。

## 沿革
- 2003年（平成15年）1月23日 - ゴールドマン・サックス・リアルティ・ジャパン有限会社の出資によりアーコン・ホスピタリティ株式会社として設立。
- 2010年（平成22年）9月6日 - アビリタスホスピタリティ株式会社に商号変更。第三者が保有するホテルの運営支援も開始[4]。
- 2012年（平成24年）7月17日 - ザイマックスがゴールドマン・サックス・リアルティ・ジャパン有限会社からアビリタスホスピタリティ株式会社の株式を取得[5]。
- 2016年（平成28年）3月 - 「からくさホテル大阪心斎橋I」と「からくさホテル京都I」を開業[6]。
- 2022年（令和4年）7月4日 - アビリタスホスピタリティ株式会社が（旧）株式会社からくさホテルズ[7]を吸収合併し、（新）株式会社からくさホテルズに商号変更[8]。

## 運営ホテル
株式会社からくさホテルズ札幌
- からくさホテル札幌

株式会社からくさホテルズ東京
- からくさホテルプレミア東京銀座
- からくさホテル TOKYO STATION
- からくさホテルカラーズ東京八重洲

株式会社からくさホテルズ関西
- からくさホテル京都I - オフィスからコンバージョン。2016年3月開業
- からくさホテルグランデ新大阪タワー
- からくさホテル大阪なんば

運営終了
- からくさホテル大阪心斎橋I（大阪市中央区博労町1-6-9） - オフィスからコンバージョン。2016年3月開業、2022年3月営業終了[9]。
- からくさスプリングホテル関西エアゲート（大阪府泉南郡田尻町嘉祥寺588） - 家電量販店からコンバージョン。2016年竣工、2017年開業[10][11]、2022年3月営業終了[9]。

## アビリタスホスピタリティ
- JALホテルズ（現 オークラニッコーホテルマネジメント）からゴールドマン・サックスに売却された、ホテル日航成田、川崎日航ホテル、ホテル日航アリビラ、ホテル日航千歳の運営支援を実施。
- ジャパン・ホテル・リート投資法人が保有し、ホテルマネージメントジャパンが運営する、神戸メリケンパークオリエンタルホテル、オリエンタルホテル東京ベイ、なんばオリエンタルホテル、ホテル日航アリビラ及びオリエンタルホテル広島の5ホテルにつき運営支援を行っていたが、2015年（平成27年）12月で契約は終了した[12]。
- 2014年（平成26年）6月に札幌全日空ホテル（現 ANAクラウンプラザホテル札幌）の経営権を取得し、マスターリースを実施していた[13]。